# Улыбка радуги
«Улыбка радуги» — российская сеть дрогери по продаже косметики, парфюмерии и бытовой химии.
По данным M.A. Research, в 2019 году являлась второй по величине дрогери в России. Под брендом «Улыбка радуги» работают более 1100 магазинов в 33 регионах России общей торговой площадью более 170 000 м².
Основное юридическое лицо компании — ООО «Дрогери Ритейл».

## История
В 2001 году открылся первый розничный магазин формата дрогери под брендом «Ласка». Позже он стал магазином «Мэри Поппинс».
В 2004 году произошел ребрендинг магазинов и появилось название «Улыбка радуги».
С 2006 по 2008 год магазины «Улыбки радуги» открываются в Карелии, Новгородской области, Пскове.
С 2009 по 2011 год «Улыбка Радуги» вышла в Центральный федеральный округ: открылись магазины в Московской, Ярославской и Тверской областях.
В 2012 году сеть запускает программу лояльности.
В 2016 году открывается интернет-магазин. По итогам 2016 года, согласно данным маркетингового агентства «РБК Исследования рынков», «Улыбка радуги» стала самой быстрорастущей сетью в сегменте.
В 2017 году компания приобретает сеть «Альпари» и выходит в Поволжье. Реализует проект «Мобильный аукцион». В 2017 году компания запустила в работу собственное мобильное приложение.
В 2020 «Улыбка Радуги» запускает доставку через Aliexpress, Деливери, Купер и Почту России.
В 2021 году в Перми открылся первый мультиформатный магазин сети. «Улыбка радуги» отмечает 20-летие с года основания.
С 2022 года стала доступна доставка товаров из «Улыбки радуги» через сервис Яндекс Еда, открылся магазин в Мегамаркете. В 30 магазинах «Улыбки радуги» установлены кассы самообслуживания. В 2023 году стала доступна экспресс-доставка товаров «Улыбки радуги» на Ozon. В апреле компания поздравила 15-миллионного участника программы лояльности. Сеть продолжает расширять географию присутствия не только посредством открытия новых точек, но и работая по системе франчайзинг.
2 декабря 2024 было объявлено о том, что ретейлер «Лента» выкупит 100% акций торгового дома «Эра» — владельца сети «Улыбка радуги».
В 2025 году «Улыбка радуги» начала открывать магазины без кассиров. 

## Руководство
Основатель сети «Улыбка радуги» — петербургский предприниматель Андрей Трубицин. В 2012 году контроль над ритейлером приобрели инвесторы «Юлмарта» Дмитрий Костыгин и Август Мейер. До этого момента с 2001 года основным акционером компании являлся Европейский банк реконструкции и развития (ЕБРР).
С 2006 по 2008 сетью управлял Владимир Маринович. Именно он привез в Санкт-Петербург формат розничной сети дрогери и внедрил его в «Улыбку радуги». При Мариновиче розничная сеть «Улыбка радуги» увеличилась с 2 до 68 магазинов.
Действующий генеральный директор — Алексей Баулин. В компании с 2006 года, отвечает за розничную сеть, арендные отношения и развитие, открытие новых объектов, онлайн-платформу.

## Финансовые показатели
Компания не раскрывает консолидируемые финансовые данные. По подсчетам «INFOLine-Аналитики», в 2021 году выручка «Улыбки радуги» могла составить 23,2 млрд руб.. В 2022 году выручка составила 27,7 млрд руб. без НДС, на 19,4 % больше год к году. По итогам 2022 года «Улыбка радуги» занимала седьмое место по продажам в сегменте косметики и дрогери.

## Деятельность
Ассортимент продукции состоит из товаров по уходу за собой, декоративной косметики и парфюмерии и бытовой химии.

### СТМ
Сеть также продает продукты собственной торговой марки (СТМ). На 01 сентября 2022 года в портфеле компании насчитывается 60 наименований брендов. По итогам 2022 года доля продаж товаров под собственными брендами достигла 45 %.

### Логистика
Товары поступают на распределительные центры и склады, общая площадь которых составляет 40 000 м². Также компания основала флагманский инновационный Единый распределительный центр в Санкт-Петербурге.

## Персонал
На конец 2022 года в сети насчитывалось почти 10 000 сотрудников, около 7000 из них — работники розницы.
В компании действуют собственные программы профессионального развития сотрудников. Например, для тех, кто только вступил на руководящую должность или ждет повышение, организован «Управленческий курс», который проходит в формате очных тренингов и онлайн-практикумов. Для управленцев в рознице в 2021 году была запущена программа кадрового резерва ПРОSTORE.
В 2022 году «Улыбка радуги» вошла в ТОП-3 премии HR-бренд.

### Мобильный аукцион
В 2020 году «Улыбка радуги» создала собственную WFM-систему «Мобильный аукцион», которая позволяет сотрудникам формировать удобный график работы, а директорам магазинов формировать необходимое количество персонала в торговой точке ежедневно. Общее количество заявок в WFM-системе осенью 2022 года превысило 1 млн. Онлайн-сервисом пользуются 95 % сотрудников розницы.